# Борзна (река)
Борзна́ (укр. Борзна) — река на Украине, протекает по Бахмачскому и Борзнянскому районам Черниговской области. Левый приток речки Дочь. Бассейн Днепра. Протяжённость — 46 км. Площадь водосборного бассейна — 944 км².
Ранее исток располагался недалеко от села Великая Загоровка, ныне к руслу добавлен канализованный участок от села Пески.

## Притоки
- Левые: Рудка
- Правые: Борзенка.

## Населённые пункты
На берегах реки находятся сёла, посёлки, города (от истока до устья): Пески, Запорожское, Красиловка, Великая Загоровка, Малая Загоровка, Любомудровка, Оленовка, Кинашевка, Забеловщина, Маличина Гребля.